# كتاب كيلز
كتاب كيلز (بالأيرلندية: Leabhar Cheanannais) ويسمى أحياناً كتاب كولومبا، هو مخطوطة مذهبة من الإنجيل مكتوبة باللغة اللاتينية، وتجمع نسخ الأناجيل الأربعة من العهد الجديد جنباً إلى جنب مع مختلف النصوص التمهيدية والجداول. كتب هذا الكتاب في دير كولومبا في أيرلندا أو يعتقد أنه ضم مساهمات جمعت من مختلف أديرة كولومبا من كل من بريطانيا وأيرلندا. يعتقد أنه كتب في عام 800 م.
النصوص في هذا الإنجيل مأخوذة إلى حد كبير من النسخة اللاتينية للإنجيل والمسماة فولغاتا، على الرغم من أنه يتضمن أيضاً العديد من المقاطع المستمدة من الإصدارات السابقة من الكتاب المقدس المعروفة باسم فيتس لاتينا. وهو تحفة مخطوطة بالخط الغربي ويعتبر أيضًا من أهم الكنوز الوطنية في أيرلندا.
الرسوم التوضيحية والزخرفة في كتاب كيلز تفوق تلك الموجودة في بقية كتب الإنجيل الأخرى من حيث التفاصيل المعقدة للزخرفة. وتجمع هذهِ الزخارف بين الأيقونة المسيحية التقليدية مع دوامات مزخرفة نموذجية من الفن الجزيري. وتضم الرسوم أيضا شخصيات من البشر والحيوانات والوحوش الأسطورية، جنباً إلى جنب مع العديد من العقد الكلتية التي تضافرت لخلق أنماط بألوان نابضة بالحياة، بالإضافة إلى بث الحيوية بين صفحات المخطوطة. وقد تم إشباع المخطوطة بالعديد من هذه العناصر المزخرفة الثانوية للرموز المسيحية وبالتالي قامت بزيادة التركيز على موضوعات الرسوم التوضيحية الرئيسية.
تضم المخطوطة اليوم 340 ورقة، ومنذ عام 1953 ضُمت جميعها في أربعة مجلدات. الأوراق التي استُخدمت في الكتابة هي من ورق الرق ذي الجودة العالية، أما الزخرفة فمتقنة جداً ولم يكن لها أي مثيل آنذاك، وتغطي تلك الزخارف كل الكتاب بما فيهِ عشر صفحات كاملة من الرسوم التوضيحية وصفحات النص التي امتلأت حيوية بتزيينها بالأحرف الأولى، والمنمنمات بين السطور التي مثلت نماذج رائعة من الفن الجزيري. النص الجزيري المكتوب في الكتاب يبدو عليهِ أنه كتب من قبل ثلاثة نساخ مختلفين. والحروف كتبت بحبر الحديد الأصفر، أما الألوان المستخدمة في الكتابة فقد استخلصت من مجموعة واسعة من المواد، وكثير منها وردت من بلاد بعيدة.
أخذت المخطوطة اسمها من دير كيلز والواقع في بلدة كيلز الإيرلندية، الذي كان موطنا لكتاب كيلز لعدة قرون. اليوم، يعرض الكتاب بشكل دائمٍ في مكتبة كلية الثالوث في دبلن. وتعرض المكتبة عادة اثنين من بين الأربعة مجلدات في وقت واحد، الأول يحتوي على الرسوم التوضيحية الرئيسة والآخر يحتوي على الصفحات النصية، ويمكن الاطلاع على المخطوطة بأكملها على المكتبة الرقمية.

## التاريخ

### الأصل

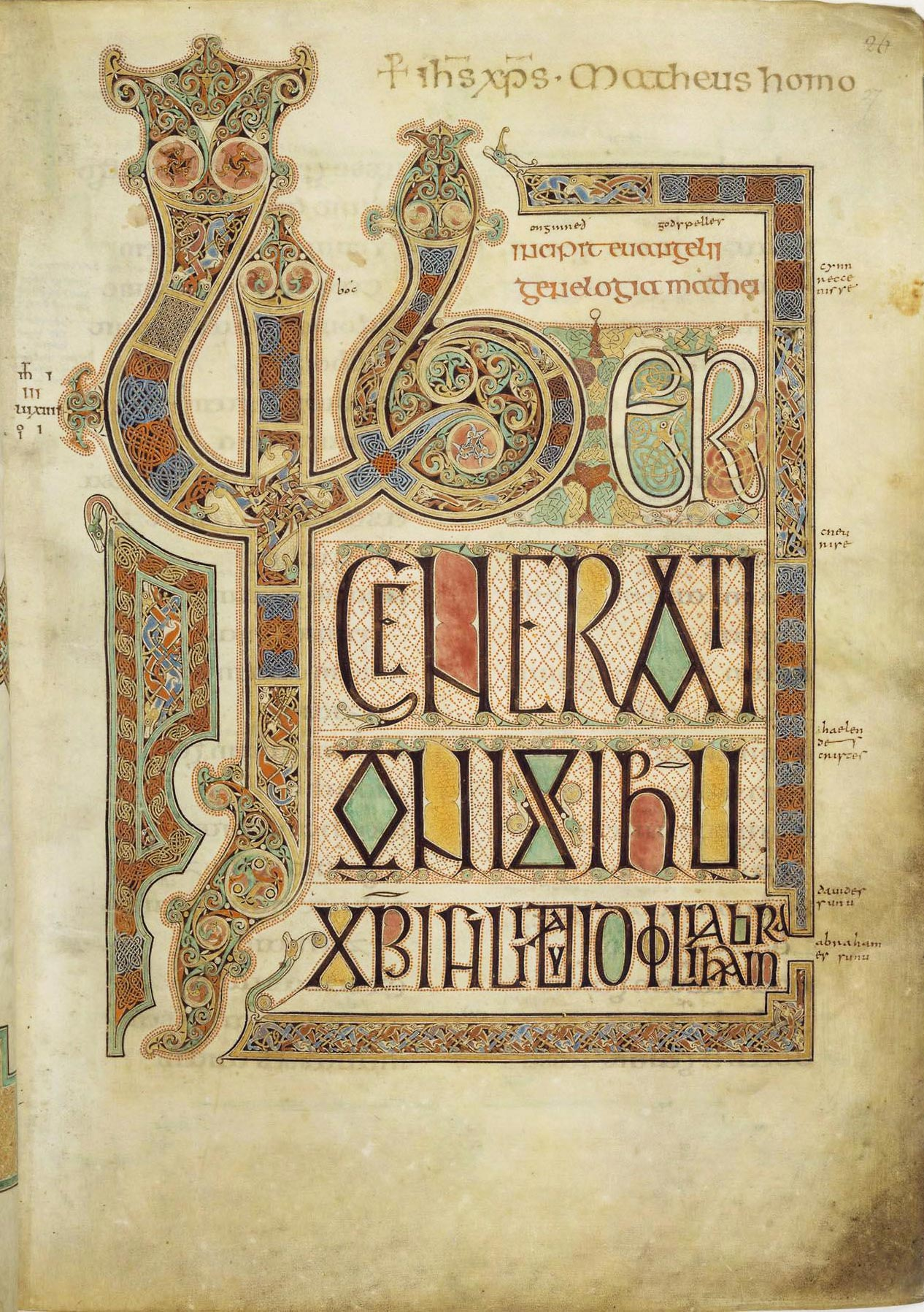
الصحيفة 27r من أناجيل ليندسفارن والتي تحتوي على نصوص من إنجيل متى. قارنها بنفس الصفحة من كتاب كيلز (أنظر هنا) وخصوصا طريقة رسم الصفحة

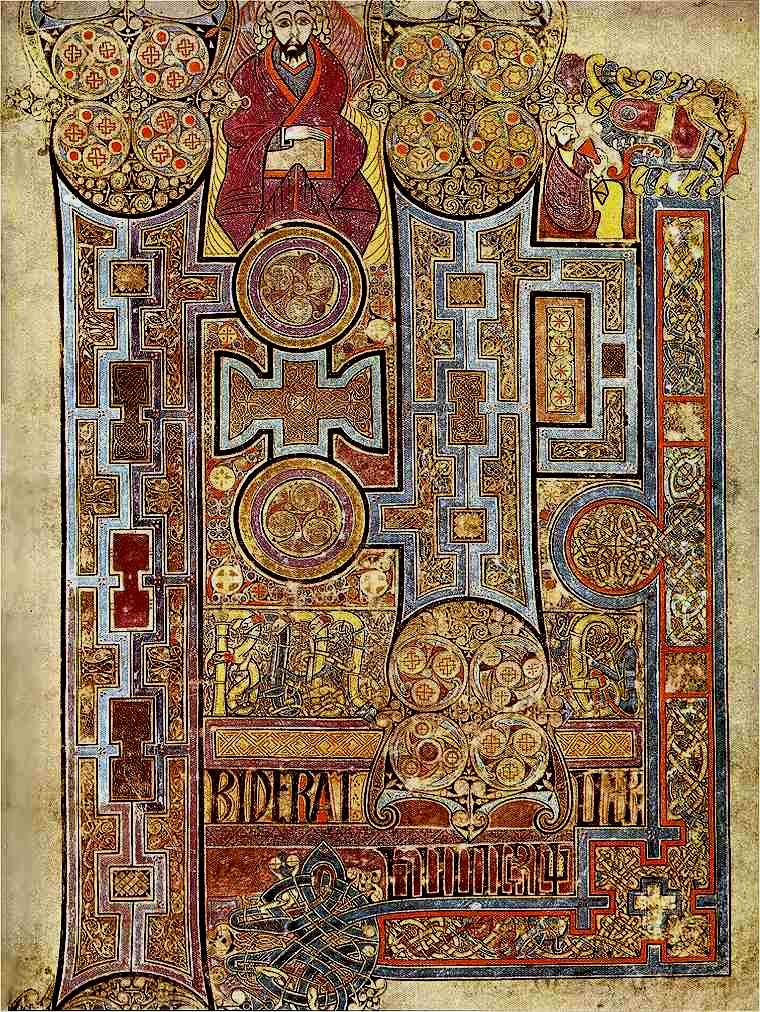
كتاب كيلز، (folio 292r), حوالي العام 800 م، يظهر الزخارف الكثيرة للصفحة التي تفتتح إنجيل يوحنا

كتاب كيلز هو واحد من أرقى وأشهر مجموعة من المخطوطات في ما يعرف بالأسلوب الجزيري المستحدث من أواخر القرن السادس إلى بداية القرن التاسع في الأديرة في أيرلندا واسكتلندا وانكلترا وفي الأديرة القارية التابعة للبعثة الأنجلوساكسونية.
وتشمل هذه المخطوطات مخطوطة مقاتل القديس كولومبا، ومخطوطة بوبيو أورسيس، أجزاء الكتاب المقدس التابعة لمكتبة كاتدرائية درم (كلها تعود إلى أوائل القرن السابع)، وكتاب دورو (من النصف الثاني من القرن السابع). وتأتي في أوائل القرن الثامن تأتي أناجيل درم، أناجيل إكتيرناك، أناجيل ليندسفارن (انظر الشكل على اليمين)، وأناجيل ليشفيلد. من بين بقية الأناجيل فإن إنجيل القديس غال ينتمي إلى أواخر القرن الثامن وكتاب أرماغ (يعود تاريخ كتابته إلى 807-809 م) في حوالي أوائل القرن التاسع.
وضع الباحثون هذه المخطوطات معاً على أساس التشابه في الأسلوب الفني، أو الأسلوب النصي. إن تطوير أسلوب الزخرفة الكامل لكتاب كيلز تمت إضافته في وقت متأخر عن وقت تجميع هذه السلسلة من المخطوطات والأناجيل، وهو ماحدث إما في أواخر القرن الثامن أو أوائل القرن التاسع. تبع كتاب كيلز العديد من التقاليد التصويرية والأسلوبية التي وجدت في هذه المخطوطات السابقة. على سبيل المثال، شكل الحروف المزينة في الصفحات الافتتاحية للأناجيل هو مشابه بشكل مدهش لشكلها في الأناجيل المكتوبة بالأسلوب الجزيري. فإذا قارنا على سبيل المثال، صفحات افتتاحية إنجيل متى في أناجيل ليندسفارن وفي كتاب كيلز، سنجد أن كليهما يتميز بوجود أنماط عمل تحتوي على العقد الزخرفية المتداخلة ضمن الخطوط العريضة للصفحة والتي شكلت بالأحرف الأولى الواسعة للنص.

### التسمية
سمي كتاب كيلز نسبة إلى دير كيلز في كيلز، مقاطعة ميث، والذي كان مكاناً لحفظ الكتاب لوقت طويل في فترة العصور الوسطى. إن تاريخ ومكان كتابة المخطوطة ظل موضوع جدل كبير. في الغالب، ساد الاعتقاد بأن الكتاب كتب أثناء حياة كولومبا، ومن الأرجح أيضاً أن المخطوطة هي من خط يديه. واعتمد هذا الاعتقاد وتم ترجيحه بناءاً على الاسلوب المعتمد في الخط المتبع في المخطوطة بالإضافة إلى الأسلوب والنمط المتبع حيث أن معظم الأدلة تشير إلى أن تاريخ الكتابة يعود إلى عام 800 م، وهو مايشير إلى فترة طويلة بعد وفاة القديس كولومبا في عام 597 م. إن التاريخ المقترح في القرن التاسع يتزامن مع غارات الفايكنج وتوسعهم في إيونا، والذي بدأ في عام 794 م ونتج عنهُ في نهاية المطاف تفرق الرهبان وذخائرهم المقدسة إلى أيرلندا واسكتلندا. وهناك معتقد آخر لبعض الباحثين الأيرلنديين أن المخطوطة كتبت في الذكرى ال200 لوفاة القديس كولومبا.

### مكان الكتابة
هناك على الأقل خمس نظريات مختلفة حول مكان كتابة المخطوطة الأصلية ووقت الانتهاء منها. الأولى أن الكتاب أو ربما مجرد النص قد كتب في إيونا، ثم نقل إلى كيلز، حيث أضيف إليه التذهيب والزخرفة، ولم تنته المخطوطة أبدا. والنظرية الثانية، أن الكتاب قد كتب كلياً في إيونا. والثالثة، أن المخطوطة قد كتبت كلها في حجرة كتابة دير كيلز في كيلز. والرابعة، أنها كتبت في شمال إنجلترا، وربما في ليندسفارن، ثم احضرت لإيونا ومن هناك إلى كيلز. وأخيرا، فإنه قد تكون المخطوطة من إنتاج رهبان مجهولين في بكتش في اسكتلندا. وعلى الرغم من عدم وجود أدلة فعلية لهذه النظرية، وخاصة بالنظر إلى عدم وجود أي مخطوطة باقية على قيد الحياة وبالرغم من أن مسألة المكان المحدد لكتابة الكتاب ربما لن نحصل على الإجابة عليها بشكل قاطع، فالنظرية الأولى تعتبر مقبولة بشكل أوسع. بغض النظر عن أي من النظريات هي الصحيحة، فمن المؤكد أن كتاب كيلز قد كتبهُ الراهب كولومبا المرتبط بشكل وثيق بإيونا.

### العصور الوسطى
في القرن العاشر م تم نهب وسلب دير كيلز عدة مرات على أثر غارات وهجمات الفايكنج، ولم يُعرف كيف نجا كتاب كيلز من هذه الهجمات. إن أقرب مرجع تاريخي للكتاب، الواقع وجوده في كيلز يمكن العثور عليهِ في الإدخال رقم 1007 في حوليات أولستر. حيث يذكر هذا الإدخال في السنوية "إنجيل كولومبا الكبير (كولومبا) أقدس مقدسات العالم الغربي، سرق بطريقة شريرة أثناء الليل من الخزانة الغربية من الكنيسة من مكان خزنه المقدس". استرجعت المخطوطة بعد عدة أشهر ولكن كان ينقصها غلافها الذهبي والمرصع بالجواهر «ملفوفة في غطاء من الحشيش». يتم الافتراض عامة أن إنجيل كولومبا الكبير هو كتاب كيلز. إذا كان هذا الكلام صحيحا فإن الكتاب كان في كيلز منذ عام 1007 م مما يعطي اللصوص الكثير من الوقت لمعرفة مكان المخطوطة ومحاولة سرقتها. ويعتقد أن الصفحات القليلة المختفية من بداية ونهاية الكتاب يعود اختفاءها إلى حادثة السرقة تلك.
بغض النظر، فإن الكتاب كان موجوداً في كيلز بشكل أكيد في القرن الثاني عشر، حيث كانت عادة نسخ المواثيق منتشرة على نطاق واسع في العصور الوسطى، والنقوش في كتاب كيلز تقدم أدلة حول موقعها في ذلك الوقت.
إن دير كيلز تم حله نظراً للإصلاحات الكنسية في القرن الثاني عشر وحول المبنى إلى كنيسة رعية وبقي الكتاب فيها.

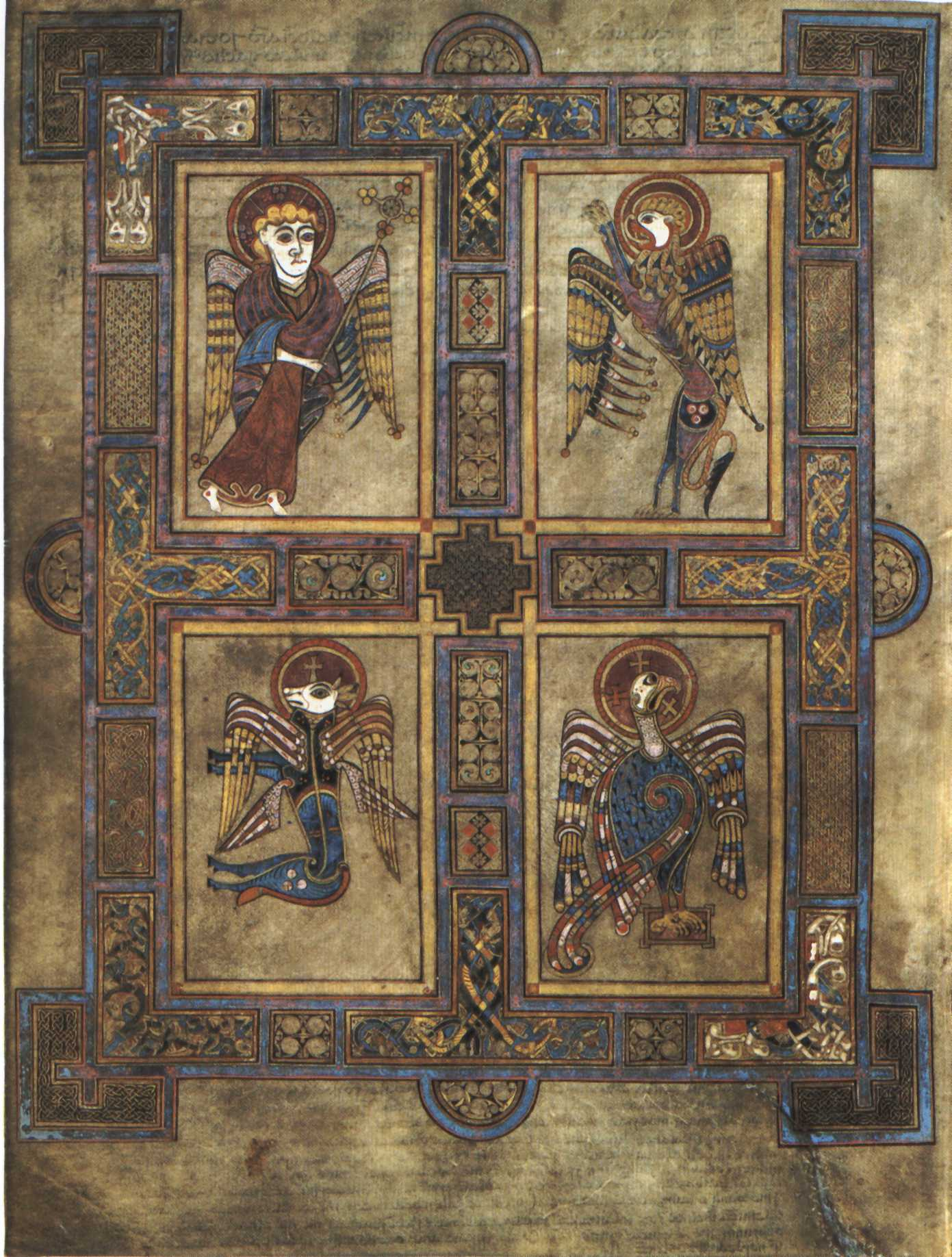
الصحيفة 27v يحتوي على رموز مؤلفي الأناجيل الأربعة (من أعلى اليسار مع عقارب الساعة): الإنسان (متى)، الأسد (مرقس)، النسر (يوحنا) والثور (لوقا)

### كتاب كيلدير
كتب جيرالد الويلزي، الكاتب من القرن الثاني عشر في تقريره (Topographia Hibernica)، وصفاً لرؤيته كتاب الإنجيل الكبير في كيلدير والتي افترض الكثيرون أن المقصود هو كتاب كيلز. الوصف يطابق بشكل مؤكد خصائص كتاب كيلز:
منذ أن ادعى جيرالد الويلزي أنه قد رأى هذا الكتاب في كيلدير، كان هناك دوماً احتمال أنه قد رأى كتابا آخر مساوٍ في الجودة لكتاب كيلز ولكنه مفقود في الوقت الحالي، أو أنه قد أخطأ ببساطة في مكان وجود الكتاب.

### العصر الحديث
بقي كتاب كيلز في كيلز حتى عام 1654 م. وفي هذا العام، تم إيواء فرسان كرومويل في الكنيسة في كيلز، وأرسل محافظ المدينة الكتاب إلى دبلن لحفظهِ. وبعد ذلك في عام 1661 م قدم هنري جونز، الذي أصبح فيما بعد أسقف مقاطعة ميث بعد الاسترداد المخطوطة إلى كلية الثالوث في دبلن، وبقيت هناك منذ ذلك الحين، باستثناء الإعارات القصيرة لمكتبات ومتاحف أخرى. وبقي الكتاب معروضا للجمهور في المكتبة القديمة في كلية الثالوث منذ القرن التاسع عشر.
على مر السنين، تلقى كتاب كيلز عدة إضافات على نصه. ففي القرن السادس عشر، أضاف جيرالد بلونكيت من دبلن سلسلة من الأرقام الرومانية لترقيم فصول الأناجيل وفقا للتقسيم الذي أنشأه أسقف كانتربري ستيفن لانغتون في القرن الثالث عشر. رجل الدين الأنجليكاني البارز جيمس آشر قام بإحصاء ترقيم الصفحات في عام 1621 م، بعد وقت قصير من تعيين جيمس الأول ملك إنجلترا له كأسقف ميث. تم دعوة الملكة فيكتوريا والأمير ألبرت لتوقيع الكتاب في عام 1849، إلا أنهم في واقع الأمر وقعوا غلافا حديثا كان يعتقد خطأ أنه يضم الرقائق الأصلية، الصفحة التي تحمل توقيعاتهم تمت إزالتها عندما أعيد تجليد الكتاب في عام 1953 م.
على مر القرون، أُعيد تجليد الكتاب عدة مرات، وخلال إعادة التجليد في القرن الثامن عشر، تم اقتصاص بعض أطراف الصفحات مع أجزاء صغيرة من بعض الرسوم التوضيحية التي ضاعت مع القطع. وأعيد تجليد الكتاب أيضاً في عام 1895 م، ولكن لم يدم هذا التجليد طويلاً حيث انفرط بسرعة. وبحلول أواخر عقد العشرينيات من القرن العشرين انفصلت عدة رقائق تماماً عن الكتاب وبقيت منفصلة عن المجلد الرئيسي. في عام 1953 م، أعاد مجلد الكتب روجر باول جمع وتجليد المخطوطة في أربعة مجلدات وأصلح ومدّد عدة صفحات من الكتاب التي عانت من بعض الانتفاخات. يمكن عادة مشاهدة مجلدين اثنين عرضا في كلية الثالوث في دبلن، أحد هذين المجلدين مفتوح على صفحة رئيسية مزينة، والآخر مفتوح لعرض صفحتين من صفحات النصوص التي أحتوت على زخارف أصغر.
في العام 2000 م، أرسل المجلد الذي يحتوي على إنجيل مرقس إلى كانبيرا، أستراليا، للمشاركة في معرض المخطوطات المزخرفة. وكانت هذه هي المرة الرابعة التي يرسل فيها كتاب كيلز إلى الخارج للعرض. ولسوء الحظ، عانى المجلد مما يسمى «ضرر تصبغي طفيف» بينما كان في طريقه إلى كانبيرا. ويعتقد أن الاهتزازات الناتجة من محركات الطائرة خلال الرحلة الطويلة هي التي سببت هذا الضرر.

### إعادة الإنتاج

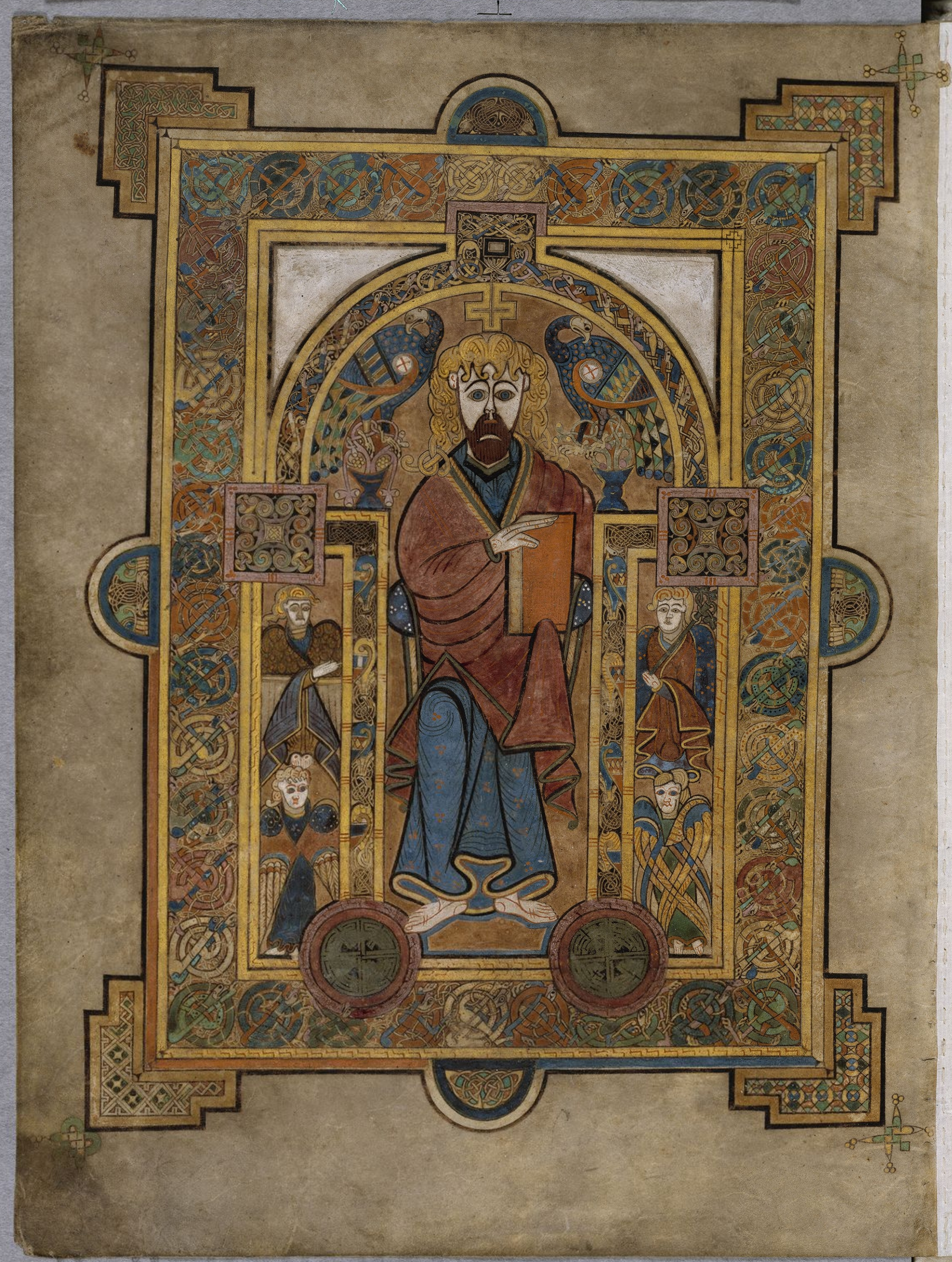
صورة من نسخة فيلراغ 32v «تتويج المسيح»

في عام 1951 م، طبع الناشر السويسري أورس غراف فيلراغ برن أول نسخة طبق الأصل من كتاب كيلز. حيث نسخت معظم صفحات الصور الفوتوغرافية بالأبيض والأسود، ولكن هذهِ الطبعة ضمت أيضا ثمانيًا وأربعين نسخة ملونة، بما في ذلك جميع الصفحات الرئيسية المزخرفة. وبموجب ترخيص من مجلس كلية الثالوث في دبلن، طبعت دار نشر تايمز وهدسون نسخة ثانية طبق الأصل في عام 1974 م. وتضمنت هذه الطبعة كل الرسوم التوضيحية على الصفحات الرئيسية في المخطوطة، جنباً إلى جنب مع بعض التفاصيل الموسعة من الرسوم التوضيحية. وطبعت جميع الصفحات بالألوان الكاملة، وقد التقط الصور جون كينيدي، من ستوديو غرين، في دبلن.

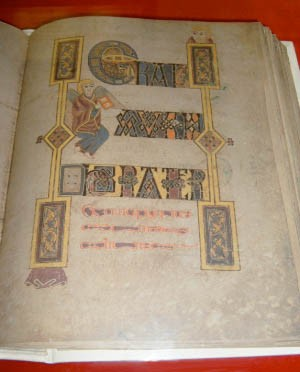
الصحيفة 183r نسخة كتاب كيلز من عام 1992 م وتحتوي على النص "Erat autem hora tertia" («الآن هي الساعة الثالثة»).

في عام 1979 م، طلب الناشر السويسري فاكسميل فيلراغ لوزيرن إذناً لإنتاج نسخة طبق الأصل من كتاب كيلز كاملاً بالألوان. فلم يتم السماح لهُ في البداية، لأن المسؤولين في كلية الثالوث قدروا أن خطر الأضرار التي ستلحق بالكتاب سيكون مرتفعاً جداً. وبحلول عام 1986 م، قامت دار نشر فاكسميل فيلراغ لوزيرن باستحداث عملية تستخدم الشفط الخفيف لمسح الصفحة ضوئيا وبالتالي يمكن تصويرها من دون لمسها وهكذا فازت بالإذن لنشر نسخة طبق الأصل جديدة. بعد كل صفحة صورت، اختيرت صفحة واحدة طبق الأصل كي يمكن مقارنة الألوان بعناية مع الأصل وإجراء أية تعديلات عند الضرورة. ونشرت الأعمال التي أنجزت في عام 1990 م في مجموعة مكونة من مجلدين تحتوي على النسخة طبق الأصل الكاملة بالإضافة إلى تعليق العلماء. وتوجد نسخة واحدة مملوكة من قبل الكنيسة الأنجليكانية في كيلز، في موقع الدير الأصلي.
كما استنسخ ماريو كليف كتاب كيلز وقام جنباً إلى جنب مع فاكسميل فيلراغ لوزيرن برعاية معرض مخصص لكتاب كيلز والذي شمل النسخ المنسوخة طبق الأصل. تم إنشاء هذه النسخ باستخدام التقنيات الأصلية وعرضت أيضاً في متحف الأبرشية في ترير.
واحتوى مركز سيلتورلد التراثي الذي افتتح في ترامور، مقاطعة وترفورد في عام 1992 على نسخة من كتاب كيلز، كلف إنتاجها حوالي 18,000 جنيه استرليني.
في عام 1994 م، أنتج برنار ميهان حارس المخطوطات في كلية الثالوث، كتيباً تمهيدياً عن كتاب كيلز، مرفق ب 110 من الصور الملونة للمخطوطة. يتضمن كتابه المنشور عام 2012 م أكثر من 80 صفحة من المخطوطة مستنسخة كاملة الحجم وبالألوان الكاملة.
طبعت نسخة رقمية من المخطوطة من قبل كلية الثالوث في عام 2006 م، وتمت إتاحتها للشراء من خلال الكلية على دي في دي. ويتضمن التصفح خيارات القدرة على الاطلاع على ورقة واحدة من خلال كل صفحة، أو صفحتين في وقت واحد أو إلقاء نظرة على صفحة واحدة في وضع المكبرة. وكانت هناك أيضاً عدد من المسارات للتعليق عن صفحات معينة بالإضافة إلى تاريخ الكتاب. أُعطي المستخدمين الخيار للبحث عن فئات مذهبة محددة بما في ذلك الحيوانات، والأحرف الكبيرة والملائكة. ولقد بيعت هذه النسخة الرقمية بسعر يقرب من 30 يورو ولكن منذ ذلك الحين توقف بيعها. إن الصور التابعة لدار نشر فيرلغ موجودة الآن على شبكة الإنترنت في بوابة المجموعات الرقمية لكلية الثالوث.

## الوصف
يحتوي كتاب كيلز على الأناجيل الأربعة من الكتاب المقدس في الديانة المسيحية مكتوبة بالحبر الأسود، والأحمر، والبنفسجي، والأصفر بأسلوب النص الجزيري، تسبقها مقدمات وملخصات، وفهارس لمقاطع الإنجيل. يتألف الكتاب حالياً من 340 ورقة من أوراق الرق، أو المطويات. غالبية أوراق الرق هي جزء من وأوراق رق أكبر تدعى بالإنجليزية (bifolios) أو مطويات ثنائية والتي تطوى إلى النصف لتشكل ورقتين من أوراق الرق. وتدخل هذه المطويات الثنائية داخل بعضها البعض، وتخيط لتدمج معا فتشكل ملازماً أو رزماً ورقية مربوطة إلى بعضها البعض. في بعض الأحيان، لا تكون الورقة المطوية جزءاً من المطوية الثنائية، وإنما هي ورقة واحدة أدرجت ضمن شئ يشبه الكراسة. وتُجمع هذه الرقائق في 38 ملزمة. وهناك ما بين أربعة واثني عشر مطوية (2 إلى 6 مطوية ثنائية) في كراسة. إن أوراق الرق عادة تجمع سوياً في ملزمة مكونة عشرة من أوراق الرق. وبعض هذه الأوراق تكون على شكل ورقة واحدة أحياناً كما هو الحال مع الصفحات الهامة المزينة. وهناك خطوط مرسومة على الصفحات لأجل الكتابة بخط اليد على جهة واحدة وأحياناً على كلا الجانبين بعد أن تطوى الورقة كي تصبح مطوية ثنائية. وإن آثار هذه العلامات لا تزال واضحة على بعض الصفحات. إن أوراق الرق هذهِ مصنوعة من نوعية ممتازة، وعلى الرغم من أن الأوراق متفاوتة السمك والحجم، حيث أن بعضها سميك يشبه الجلد في سماكتهِ والبعض الآخر رقيق بحيث يكون شبه شفاف تقريبا.
أبعاد الكتاب الحالية هي 330 و250 ملم. وفي النسخة الأصلية لم تكن هذهِ الأوراق ذات أي حجم قياسي، ولكن بمرور الوقت اقتص الورق إلى الحجم الحالي خلال إعادة التجليد في القرن التاسع عشر. وفي منتصف الكتاب تكون الأوراق بأبعاد تقرب من 250 و170 ملم. وتبلغ مساحة النص في كل صفحة ما بين 16 إلى 18 سطراً في الصفحة الواحدة. إن المخطوطة في حالة جيدة بشكل ملحوظ بالنظر إلى عمرها الكبير، على الرغم من أن العديد من الصفحات عانت من بعض الأضرار التي لحقت بالعمل الفني الدقيق بسبب اللمس بالأيدي أثناء التصفح. ومن المفترض أن الكتاب هو نتاج وتأليف لعدة كتب على مر السنين، ولكن على ما يبدو أن الكتاب لم يتم الانتهاء من كتابته أبدًا، حيث أن التزيين المتوقع لبعض الصفحات يظهر فقط في الخطوط العريضة للصفحة. ويعتقد أن نحو 30 ورقة من المخطوطة الأصلية قد فقدت على مر القرون المختلفة. في عام 1621 م قام أوشر بحساب 344 ورقة للمخطوط، ولكن عدة أوراق كانت قد فقدت فعلا في ذلك الوقت. ويستند التقدير العام للفقدان على الثغرات في النص وغياب بعض الرسوم التوضيحية الرئيسية.

### المحتوى
يحتوي الكتاب الحالي على المخطوطات الأولية، بالإضافة إلى النص الكامل لأناجيل متى ومرقس ولوقا، وإنجيل يوحنا من يوحنا 17:13. ما تبقى من إنجيل يوحنا وكمية غير معروفة من المخطوطات الأولية مفقودة وربما فقدت عندما سرق الكتاب في أوائل القرن الحادي عشر. وتتألف المخطوطات الأولية المتبقية من قائمتين مجزأتين من الأسماء العبرية الواردة في الأناجيل، ويوسابيوس القيصري (ملخصات الإنجيل)، وأرغمنتا (السير الذاتية القصيرة من الإنجيليين)، وشرائع يوسيبيان. ومن المحتمل أن يكون ضمن الأجزاء المفقودة، كما كان الحال بالنسبة لأناجيل ليندسفارن وكتب دورو وأرماغ، رسالة جيروم إلى البابا داماسوس الأول والتي كانت تبدأ ب"Novum opus"، حيث يشرح جيروم الغرض من ترجمته. ومن الممكن أيضاً، على الرغم من إنه الاحتمال الأقل، أن تكون المواد المفقودة قد شملت رسالة يوسابيوس إلى كاربيانوس، حيث يشرح استعمال الجداول الكنسية. وقد أصبح متعارفاً عليهِ، أنه من بين جميع الأناجيل الجزيرية المفقودة، إن مخطوطة ليندسفارن تحتوي على هذه الرسالة فقط.

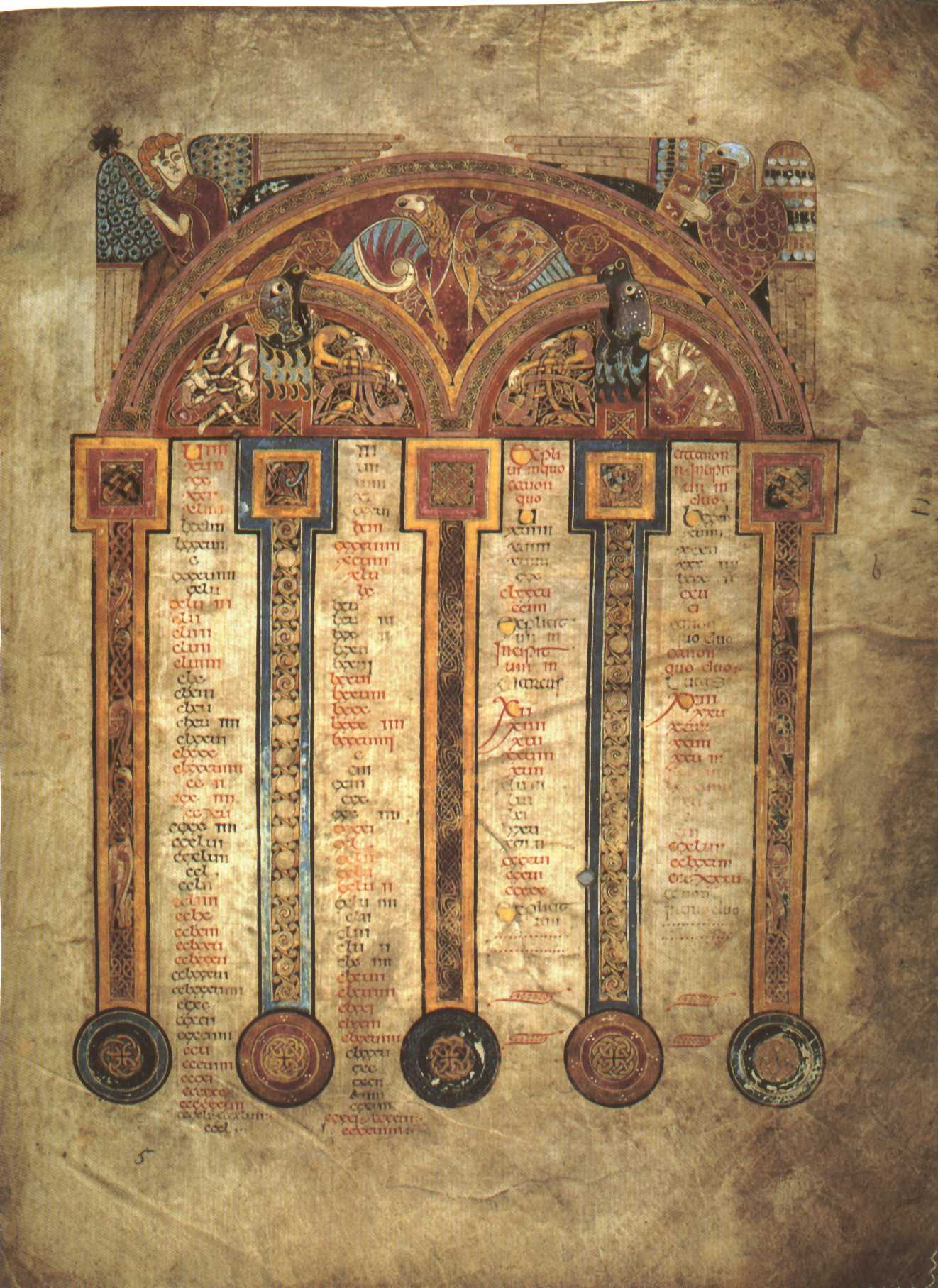
الصحيفة 5r تحتوي على صفحة من شرائع يوسيبيان.

توجد هنالك قطعتين من قوائم الأسماء العبرية. واحدة من الورقة الأولى الباقية وهي بحالة جيدة والأخرى من الورقة 26، والتي أدرجت حالياً في نهاية المادة التمهيدية لقسم يوحنا. ويحتوي الجزء الأول من القائمة على نهاية قائمة إنجيل متى. والأسماء المفقودة من إنجيل متى تتطلب ورقتين إضافيتين. ويحتوي الجزء الثاني من القائمة من الورقة 26، على حوالي ربع قائمة لوقا. وستتطلب قائمة لوقا ثلاث أوراق إضافية كي تتم. هيكل السوار الذي توجد فيه الورقة 26 يجعل من غير المحتمل أن تكون هناك ثلاث أوراق مفقودة بين الورقتين 26 و27، بحيث يكاد يكون من المؤكد أن الورقة 26 ليست الآن في موقعها الأصلي. ولا يوجد أي أثر حتى الآن لقوائم مرقس ويوحنا.
وتتبع القائمة الأولى الجداول الكنسية من يوسابيوس القيصري وقيسارية ماريتيما. وقد وضعت هذه الجداول، التي سبقت نص الفولغات، للإشارة عبر الأناجيل. قسم يوسابيوس القيصري الإنجيل إلى فصول ثم خلق الجداول التي سمحت للقراء بالعثور على مكان حلقة معينة في حياة المسيح في كل من الأناجيل. وقد أدرجت الجداول الكنسية تقليديا في المواد التمهيدية في معظم نسخ العصور الوسطى من نص الفولغات من الأناجيل. ومع ذلك، فإن الجداول في كتاب كيلز، غير قابلة للاستخدام تقريبا حيث لم يتم إدراج أرقام الفصل المقابلة في هوامش النص، مما يجعل من المستحيل العثور على الأقسام التي تشير إليها الجداول الكنسية. ولا يزال سبب الإغفال غير واضح، فقد يكون الكاتب قد خطط لإضافة المراجع عند اكتمال المخطوطة، أو ربما تركها عمداً حتى لا يفسد ظهور الصفحات.

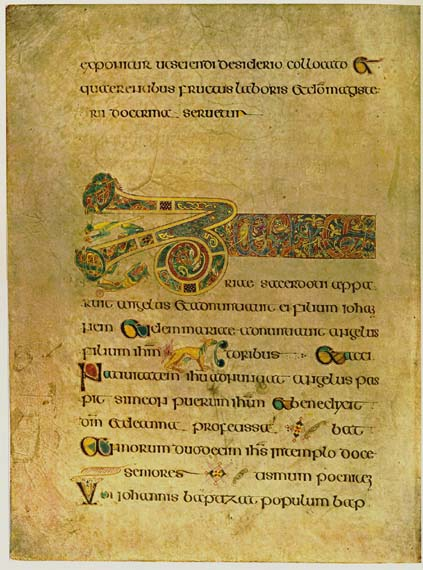
الصحيفة 19 تحتوي بداية نصوص Breves causae للوقا.

بريفس كاوساي وأرغمنتا هما مخطوطتان تنتميان إلى عصر ما قبل الفولغاتا من المخطوطات. وبريفيس كاوساي هي ملخصات الترجمات اللاتينية القديمة أو فيتس لاتينامن الأناجيل حيث تنقسم إلى فصول مرقمة. هذه الأرقام للفصول هي مثل أرقام الجداول الكنسية، حيث أنها لا تستخدم على صفحات النص من الأناجيل. ومن غير المرجح أن تكون هذه الأرقام قد استخدمت، حتى لو كانت المخطوطة قد أنجزت، لأن أرقام الفصول تتوافق مع الترجمات اللاتينية القديمة وكان من الصعب مواءمتها مع نص الفولغات. وأرغمنتا هي مجموعات من الأساطير حول الإنجيليين. يتم ترتيب بريفس كاوساي وأرغمنتا في ترتيب غريب، يأتي أولا بريفس كاوساي وأرغمنتا لمتى، تليها بريفس وأرغمنتا لمرقس، ثم بشكل غريب جدا يأتي النص من كل من لوقا ويوحنا، سليها بريفس كاوساي. هذا الترتيب الشاذ يعكس المرايا الموجودة في كتاب دورو، على الرغم من أنه في الحالة الأخيرة، تظهر الأقسام في غير محلها في نهاية المخطوطة وليس كجزء من التمهيد المستمر. وفي مخطوطات أخرى مثل أناجيل ليندسفارن، وكتاب أرماغ، وأناجيل إكتيرناك، يعامل كل إنجيل على أنه عمل منفصل، وسابق لسلفه مباشرة ().

### النص والكتابة
يحتوي كتاب كيلز على نص الأناجيل الأربعة على أساس فولغاتا. إلا أنه لا يحتوي على نسخة نقية من الفولغاتا. هناك العديد من الاختلافات، حيث يتم استخدام الترجمات اللاتينية القديمة بدلا من نص جيروم. على الرغم من أن مثل هذه المتغيرات شائعة في جميع الأناجيل المكتوبة بطريقة الفن الجزيري، لا يبدو أن هناك نمط ثابت من الاختلاف بين النصوص المختلفة. وتشير الأدلة إلى أنه عندما كتب النساخ النص كانوا غالباً ما يعتمدون على الذاكرة.
المخطوطة مكتوبة في المقام الأول بالخط الجزيري مع بعض حالات لظهور حروف صغيرة (حرفي e أو s). وعادة ما يكتب النص بخط واحد طويل عبر الصفحة. استطاع فرانسواز هنري أن يتعرف على ما لا يقل عن ثلاثة كتبة في هذه المخطوطة، والذين كانت تسميهم اليد أ واليد ب واليد ج. [] تم تمييز كتابة اليد أ في الأوراق من 1 إلى 19 V، الأوراق 276 إلى 289، والورقات 307 حتى نهاية المخطوطة. اليد أ كتبت في معظم الوقت ثمانية عشر أو تسعة عشر خطا في كل صفحة باستخدام الحبر البني المنتشر بكثرة في الغرب. تم تمييز اليد ب في الورقتين 19 و26 والورقتين 124 و128. اليد ب لديه ميل أكبر إلى حد ما لاستخدام الحروف الصغيرة، ويستخدم الحبر الأحمر والأرجواني والأسود وعدد متغير من الخطوط في كل صفحة. تم تمييزاليد ج في معظم أنحاء النص. اليد ج أيضا لديه ميل أكبر لاستخدام الحروف الصغيرة أكثر من اليد أ. واليد ج يستخدم نفس الحبر المرن البني المستخدم من قبل اليد أ، وكان دائمًا ما يكتب سبعة عشر سطراً في كل صفحة.

### الأخطاء والانحرافات
هناك عدد من الاختلافات بين النص والأناجيل المقبولة. بالنسبة إلى نسب يسوع الذي يبدأ الكلام عنه في إنجيل لوقا 3:23، في كتاب كيلز يتم ذكر سلف إضافي غير مذكور في إنجيل لوقا الأصلي.
في إنجيل متى 10:34 تكون الترجمة الإنجليزية للنص «لم أجئ رسولاً للسلام، بل سيفاً»، ولكن المخطوطة مكتوب فيها كلمة "gaudium" بمعنى «الفرح» حيث كانت ينبغي أن تكتب "gladium" بمعنى «السيف» وبالتالي تكون ترجمة النص في كتاب كيلز كالتالي «لم أجئ [فقط] رسولاً للسلام، ولكن للفرح أيضاً».
وقد تم فك شفرة الصفحة الافتتاحية المزينة ببراعة للإنجيل وفقا ليوحنا في كتاب كيلز من قبل جورج باين على النحو التالي: «إن برينسيبيو إرات فيربوم فيروم».«في البداية كانت الكلمة الحقيقية». ولذلك، فإن هذا يؤكد أن الترجمة هي اللاتينية واليونانية  λογος الأصلية بدلا من مجرد نسخ الترجمة من النسخة الرومانية.

### الزخرفة
يترافق النص في كتاب كيلز مع العديد من المنمنمات المرسومة على صفحات كاملة، في حين تظهر زخارف رسمت بشكل أصغر في جميع أنحاء النص بكميات لم يسبق لها مثيل. زخرفة الكتاب تشتهر بالجمع بين التفاصيل المعقدة في مجاميع مبتكرة ومليئة بالحركة والحيوية. إن خصائص المخطوطة الأولية، كما وصفها كارل نوردنفالك، تصل إلى أعلى مستويات الإدراك للتفاصيل: «الأحرف الأولى... يتم تصورها على أنها أشكال مرنة تتوسع وتتعاقد مع إيقاع متناغم، والطاقة الحركية من حدودها تتمدد برسمها إلى الهوامش، الخط الحلزوني الذي بدوره يولد زخارف جديدة منحنية...». تتميز الرسوم التوضيحية بمجموعة واسعة من الألوان، تتراوح بين الألوان الأرجوانية والبنفسجية والأحمر والوردي والأخضر والأصفر، وهي الألوان الأكثر استخداما. المخطوطات السابقة مثل كتاب دورو، تستخدم أربعة ألوان فقط. كما هو معتاد مع الفن الجزيري، لم يكن هناك استخدام لأي صفائح أو رقائق من الذهب أو الفضة في المخطوطة. وقد تم استيراد أصباغ الرسوم التوضيحية، والتي تضمنت صبغة حمراء وصفراء، وصبغة نحاسية خضراء (يطلق عليها أحيانا اسم زنجار)، وصبغة نيلية، وربما اللازورد،  من منطقة البحر الأبيض المتوسط، وفي حالة اللازورد، من شمال شرق أفغانستان. على الرغم من أن وجود اللازورد منذ فترة طويلة يعتبر دليلا على التكلفة الكبيرة المطلوبة لإنشاء المخطوطة، ومؤخرا تم إثبات فحص الأصباغ المستخدم أن صبغة اللازورد لم تستخدم.
عملية التذهيب الفخمة هي أكبر بكثير من بقية الأناجيل المكتوبة على طراز الفن الجزيري والتي استطاعت النجاة عبر التاريخ. هناك عشرة صفحات كاملة نجت وبقيت محفوظة من ضمنها صورتين لاثنين من الإنجيليين، ثلاث صفحات من الرموز الإنجيلية الأربعة، صفحة سجادة كما هو الحال في كل مخطوطات الفن الجزيري، مصغر العذراء والطفل، مصغر المسيح، ومنمنمات اعتقال يسوع وإغراء السيد المسيح. هناك ثلاثة عشر صفحة كاملة باقية من النص مزينة بما في ذلك صفحات الافتتاحية لكل من الأناجيل. ثمانية من الصفحات العشر من الجداول الكنسية هي ذات زخرفة واسعة. ومن المحتمل جدا أن تكون هناك صفحات أخرى من النصوص المصغرة والمزينة التي فقدت الآن. بالإضافة إلى هذه الصفحات الرئيسية، هناك مجموعة من الزينة الصغيرة والأحرف الأولى المزينة في جميع أنحاء النصوص، في الواقع هناك صفحتين فقط لاتوجد بهما زخرفة.
تبدأ الأوراق الموجودة للمخطوطة بسرد الأسماء العبرية. هذه القطعة تحتل العمود الأيسر من الورقة الأولى. بالإضافة إلى مصغر من الرموز الإنجيلية الأربعة، هي الآن في حالة متآكلة جداً حيث كانت تشكل العمود الأيمن. المصغر موجه بحيث يجب أن يتحول الحجم إلى تسعين درجة لعرضه بشكل صحيح. الرموز الإنجيلية الأربعة هي موضوع بصري منتشر في جميع أنحاء الكتاب. وكثيرًا ما تظهر معا للتأكيد على مذهب وحدة الأناجيل الأربعة للرسالة المسيحية.
يتم التأكيد على وحدة الأناجيل أيضا من خلال زخرفة جداول يوسيبيان الكنسية.هذه الجداول بطبيعتها توضح وحدة الأناجيل من خلال تنظيم المقاطع المتقابلة من الأناجيل، وتتطلب عادة اثني عشرة صفحة. أثناء كتابة كتاب كيلز، قام صناع المخطوطة بحجز اثني عشر صفحة (الأوراق من 1v إلى 7r) ولكن لأسباب غير معروفة قاموا باختصارها إلى عشرة، وترك الأوراق 6 و7 وفارغة. هذا الاختصار جعل تلك الجداول التي تكون عادة على شكل جداول غير صالحة للاستعمال. زخرفة الصفحات الثمانية الأولى من هذه الجداول متأثرة بشدة بكتب الإنجيل المبكرة من البحر الأبيض المتوسط، حيث كان يعتبر شيئاً تقليديا إرفاق الشرائع داخل الأروقة المعمدة (كما رأينا في جداول لندن الكنسية). تعرض مخطوطة كيلز هذه الزخرفة بروح الفن الجزيري، حيث لا ينظر إلى الأروقة كعناصر معمارية، بل تصبح أنماط هندسية منمقة مع زخرفة جزيرية. رموز الإنجيليين الأربعة تحتل المساحات تحت وفوق الأقواس. حيث يتم عرض آخر جدولين داخل الشبكة. ويقتصر هذا العرض على المخطوطات الداخلية كما ظهرت لأول مرة في كتاب دورو.

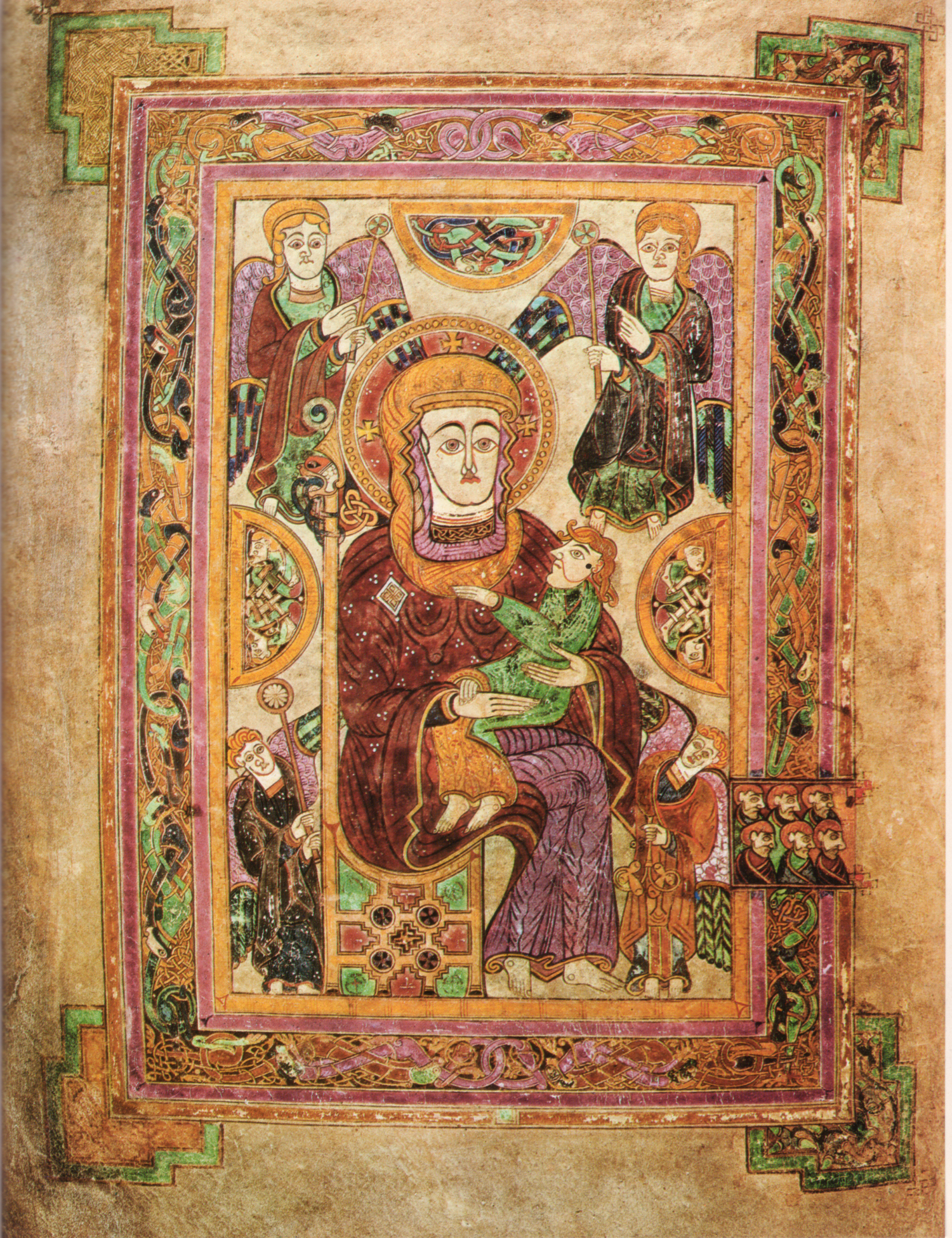
[http://digitalcollections.tcd.ie/home/index.php?DRIS_ID=MS58_003v&#folder_id=14&pidtopage=MS58_130r&entry_point=14 الصحيفة 7v

تحتوي على صورة للعذراء والطفل. تعتبر هذه أقدم صورة للعذراء والطفل موجودة في أية مخطوطة غربية.
يتم تقسيم ما تبقى من الكتاب إلى أجزاء مع وضع فواصل بين الأقسام عبارة عن المنمنمات والصفحات الكاملة من النص المزخرف. يتم تقديم كل من الأناجيل بواسطة نظام زخرفي ثابت، حيث يتم التعامل مع المقدمات كقسم واحد يحتوي على زخرفة فاخرة وكثيفة. وبالإضافة إلى المقدمات التمهيدية والأناجيل نفسها، فإن «البداية الثانية» من إنجيل متى لها أيضا زخرفة تمهيدية خاصة بها.
يتم عرض المقدمة من خلال صورة رمزية لالعذراء والطفل (الورقة 7V). هذا المصغر هو أول صورة للعذراء تظهر في مخطوطة غربية، حيث تظهر مريم في خليط غريب من التموضع الأمامي. هذا المصغر يحمل أيضا تشابه الأسلوبية مع الصورة المنحوتة على غطاء نعش القديس كوثبرت من العام 698 م. من الممكن أن تكون هذه الرمزية الموجودة في الصورة مستوحاة من المصغرات الموجودة في الرموز المسيحية الشرقية أو القبطية.
مصغر العذراء والطفل يواجه الصفحة الأولى من النص كمقدمة مناسبة لبداية إنجيل متى، الذي يبدأ ب (Nativitas Christi in Bethlem) أو (ولادة المسيح في بيت لحم). صفحة البداية (الورقة 8r) من هذا النص مزينة وداخل إطار. يتم توسيع الخط الافتتاحي لكل من أقسام المقدمة، ولكن لا يوجد أي قسم آخر من المقدمات في الكتاب تم إعطاؤه نفس المستوى من الاهتمام كما في بداية (ولادة المسيح في بيت لحم) من إنجيل متى.

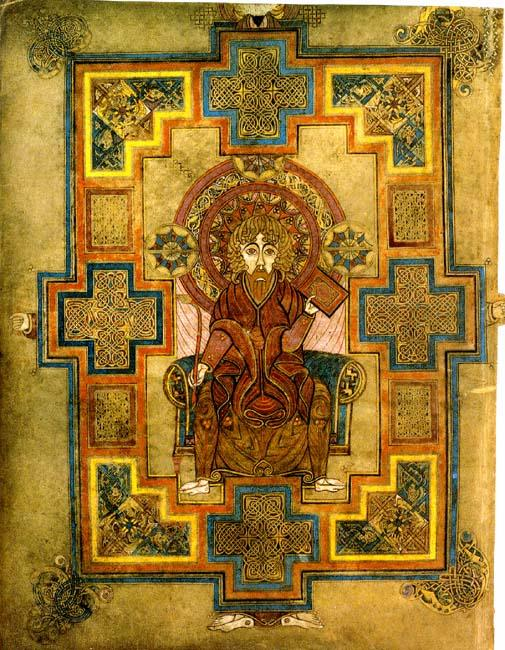
الصحيفة 291v تحتوي على صورة ليوحنا الإنجيلي.

تم تصميم الكتاب بحيث يكون لكل من الأناجيل الأربعة نظام زخرفي تمهيدي مفصل. كل إنجيل يسبقه في البداية مصغر لصفحة كاملة تحتوي على رموز الإنجيليين الأربعة، تليها صفحة فارغة. ثم صورة للإنجيلي الذي يواجه النص الافتتاحي للإنجيل. يحتفظ إنجيل متى بصورته الإنجيلية (الصحيفة 28v) وصفحته من الرموز الإنجيلية (الورقة 27r، انظر أعلاه). إن إنجيل مرقص يفتقد الصورة الإنجيلية ولكنه يحتفظ بصفحة الرموز الإنجيلية (folio 129v). وإنجيل لوقا يفتقد كلاً من صورته وصورة رموز الإنجيليين. بينما يحتفظ إنجيل يوحنا مثل إنجيل متى بصورته (الورقة 291 V، انظر إلى اليمين) وصفحاته الإنجيلية (الصحيفة 290v). ويمكن الافتراض أن صور مرقص ولوقا ورموز صفحة لوقا كانت موجودة ولكن فقدت فيما بعد. إن استخدام جميع الرموز الإنجيلية الأربعة أمام كل إنجيل هو شئ مقصود، وكان القصد منه تعزيز رسالة وحدة الأناجيل.
إن زخرفة الكلمات القليلة الافتتاحية من كل إنجيل هي فخمة جداً. هذه الصفحات، في الواقع، تحولت إلى صفحات سجادة وزخرفة هذه النصوص هي الأكثر تفصيلا بحيث أن النص نفسه غير مقروء تقريبا. الصفحة الافتتاحية (الورقة 29r) لإنجيل متى قد تكون مثالا على ذلك. (انظر الرسم التوضيحي على اليسار). تتكون الصفحة من كلمتين فقط: Liber generationis أو («كتاب الجيل»). تحولت كلمة Liber إلى مشبك عملاق يهيمن على الصفحة بأكملها. كل الزخارف تم احتوائها بالكامل داخل أطر مفصلة.
يبدأ إنجيل متى بنسب يسوع. في متى 1:18، يبدأ السرد الفعلي لحياة المسيح وميلاده. هذه «البداية الثانية» هي التي تم التركيز عليها في العديد من كتب الإنجيل المبكرة، لدرجة أن البدايتين كانتا غالبا ما يتم التعامل معهما كأعمال منفصلة. تبدأ البداية الثانية بكلمة المسيح. الحروف اليونانية خي ورو أو ما يسمى بلبرومة كانتا تستخدمان عادة في المخطوطات في العصور الوسطى كاختصار لكلمة المسيح. في كتاب كيلز، أعطيت هذه البداية الثانية نظاماً زخرفياً مساوياً لتلك الموجودة في تمهيد الأناجيل الفردية. الورقة 32 تحتوي على مصغر للمسيح أثناء تتويجه. (وقد قيل أن هذا المصغر هو واحد من الصور الإنجيلية المفقودة، ولكن الأيقونة تختلف تماما عن الصور الموجودة، والأبحاث الدراسية الحالية تقبل هذا التحديد والتنسيب لهذا المصغر). المصغر الموجود على الورقة 33، هي صفحة السجاد الوحيدة في كتاب كيلز، والتي هي شاذة إلى حد ما؛ فإن أناجيل ليندسفارن تحتوي على خمس صفحات سجادة موجودة وكتاب دورو لديه ستة.
كتاب كيلز يحتوي على اثنين من المنمنمات في صفحة كاملة أخرى، والتي توضح حلقات من قصة آلام المسيح. ويوضح نص متى مع تذهيب صفحة كاملة تفاصيل اعتقال يسوع (الصحيفة 114r). يظهر يسوع تحت ممر منمق بينما يحتجزه شخصان أصغر بكثير. في نص لوقا، هناك مصغر ذو حجم كامل لتجربة المسيح على الجبل (الورقة 202v). ويظهر المسيح من أعلى الخصر واقفاً على رأس الهيكل، على يمينه حشد من الناس، ربما يمثلون تلاميذه. إلى يساره وأسفل منه شخصية سوداء تمثل الشيطان. ويحمل المسيح فوقه ملاكين.
تحتوي ورقة اعتقال يسوععلى صفحة كاملة من النص المزخرف تواجه مصغر تجربة المسيح على الجبل والتي تملأ صفحة كاملة أخرى من النص المزخرف. بالإضافة إلى هذه الصفحة، هناك خمس صفحات كاملة أخرى ذات تفاصيل زخرفية معقدة جداً.
زخرفة الكتاب لا تقتصر على الصفحات الرئيسية، تتناثر الزخرفة من خلال النص حيث الأحرف الأولى مزينة بالإضافة إلى وجود شخصيات صغيرة من الحيوانات والبشر في كثير من الأحيان متشابكة ومربوطة في عقد. العديد من النصوص الهامة، مثل الصلاة الربية مزينة بالأحرف الأولى. تحتوي صفحة التطويبات على مصغر ذو حجم كبير على طول الهامش الأيسر للصفحة التي يتم فيها ربط الحرف B الذي يبدأ كل سطر بسلسلة مزخرفة. العديد من مصغرات الحيوانات الأخرى تعمل على ملء الفراغات المتبقية في نهاية الخطوط. لا يوجد أي تصميم مكرر من هذه التصاميم. لا توجد مخطوطة واحدة باقية على قيد الحياة أقدم من كتاب كيلز تحتوي على هذا الكم الهائل من الزخرفة.
الزخرفة كلها ذات جودة عالية وغالبا ما تكون معقدة للغاية. في الزخرفة الواحدة، والتي تحتل قطعة واحدة بمساحة بوصة مربعة، هناك 158 تشابك معقد مكون شريط أبيض ذو حدود سوداء على كلا الجانبين. لا يمكن رؤية بعض الزخارف بشكل كامل إلا باستخدام النظارات المكبرة، على الرغم من أن العدسات ذات التكبير المطلوبة لم تكن متاحة حتى مئات السنين بعد اكتمال الكتاب. وتستخدم العديد من هذه الزخارف اليوم في الفن الشعبي بما في ذلك صناعة المجوهرات ورسم الوشم.

## الغرض
كان للكتاب أغراضٌ مقدسة أكثر من كونها أغراضاً تعليمية. مثل هذا الإنجيل الكبير الفخم كان يترك على المذبح العالي للكنيسة ويحرك فقط للقراءة أثناء القداس، مع إن القارئ ربما يقرأ من الذاكرة أكثر من قراءة النص المكتوب. ومن الجدير بالذكر أن سجلات أولستر قالت أن الدولة سرقت الكتاب من خزانة الكنيسة، حيث كان تخزن الكتب والأغراض في الكنيسة، وليس من المكتبة الرهبانية. ويبدو أن تصميمه يأخذ هذا الهدف في الاعتبار ولهذا تمت صناعة الكتاب بتفضيل المظهر على التطبيق العملي. وهناك العديد من الأخطاء غير المصححة في النص. إذ لم تدرج عناوين الفصل التي كانت ضرورية لجعل الجداول الكنسية قابلة للاستخدام في هوامش الصفحة. بشكل عام، لم يتم القيام بأي شيء لتخريب مظهر الصفحة، وقد أعطيت الأولوية للشكل الجمالي قبل كل شئ.

## في السينما
فيلم الرسوم المتحركة لعام 2009 سر كيلز يحكي قصة خيالية عن إنشاء كتاب كيلز من قبل الراهب المسن أيدان ومتدربه الشاب بريندان، اللذان يكافحان للعمل على المخطوطة في مواجهة غارات الفايكنغ المدمرة. أخرج الفيلم توم مور ولقد رشح لجائزة الأوسكار لأفضل فيلم رسوم متحركة في عام 2009. وقد أشاد النقاد بتسلسل الرسوم المتحركة المرسومة من صفحات مزخرفة ومذهبة.

## معرض الصور

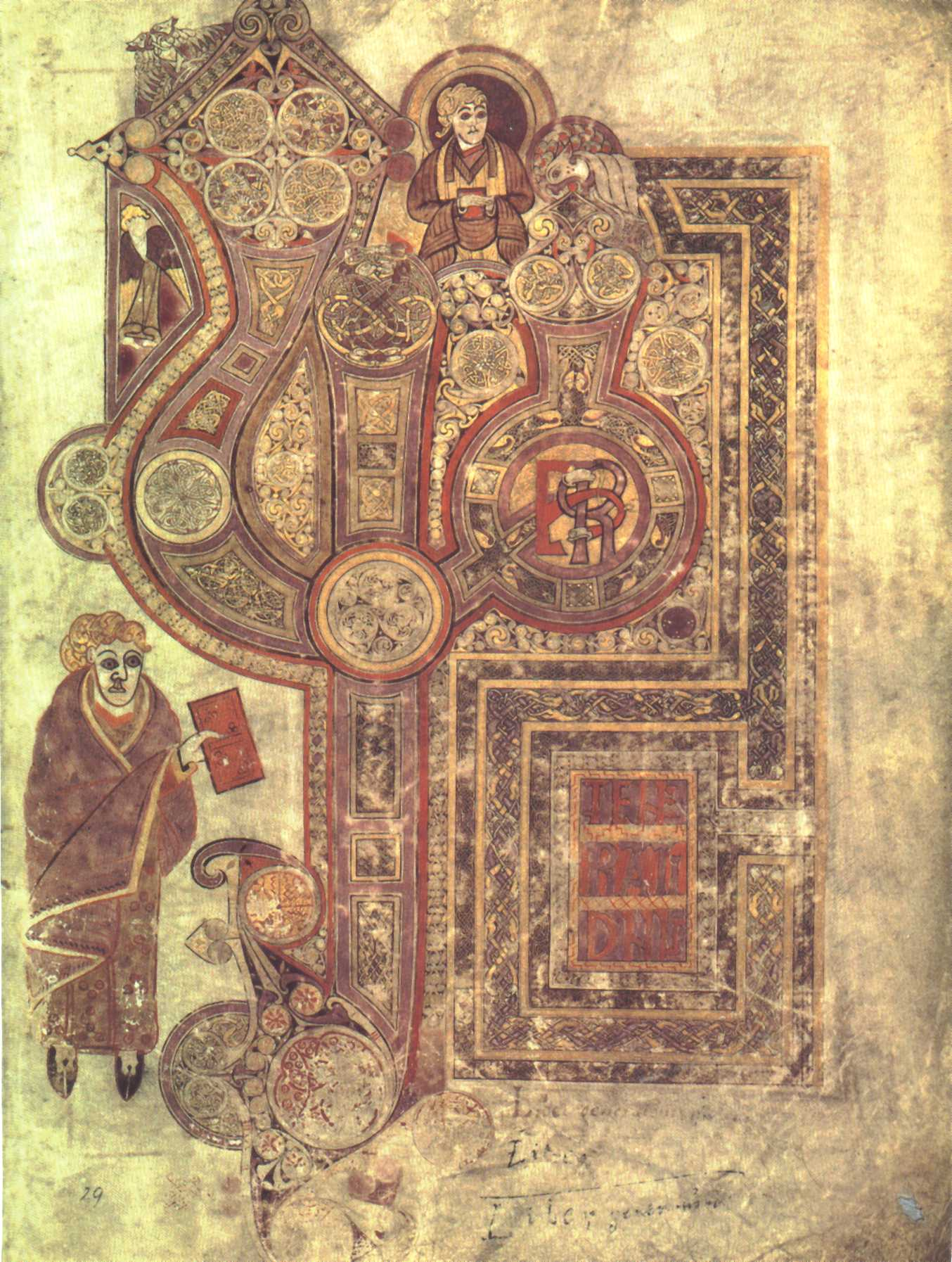
المطوية رقم 29 من كتاب كيلز
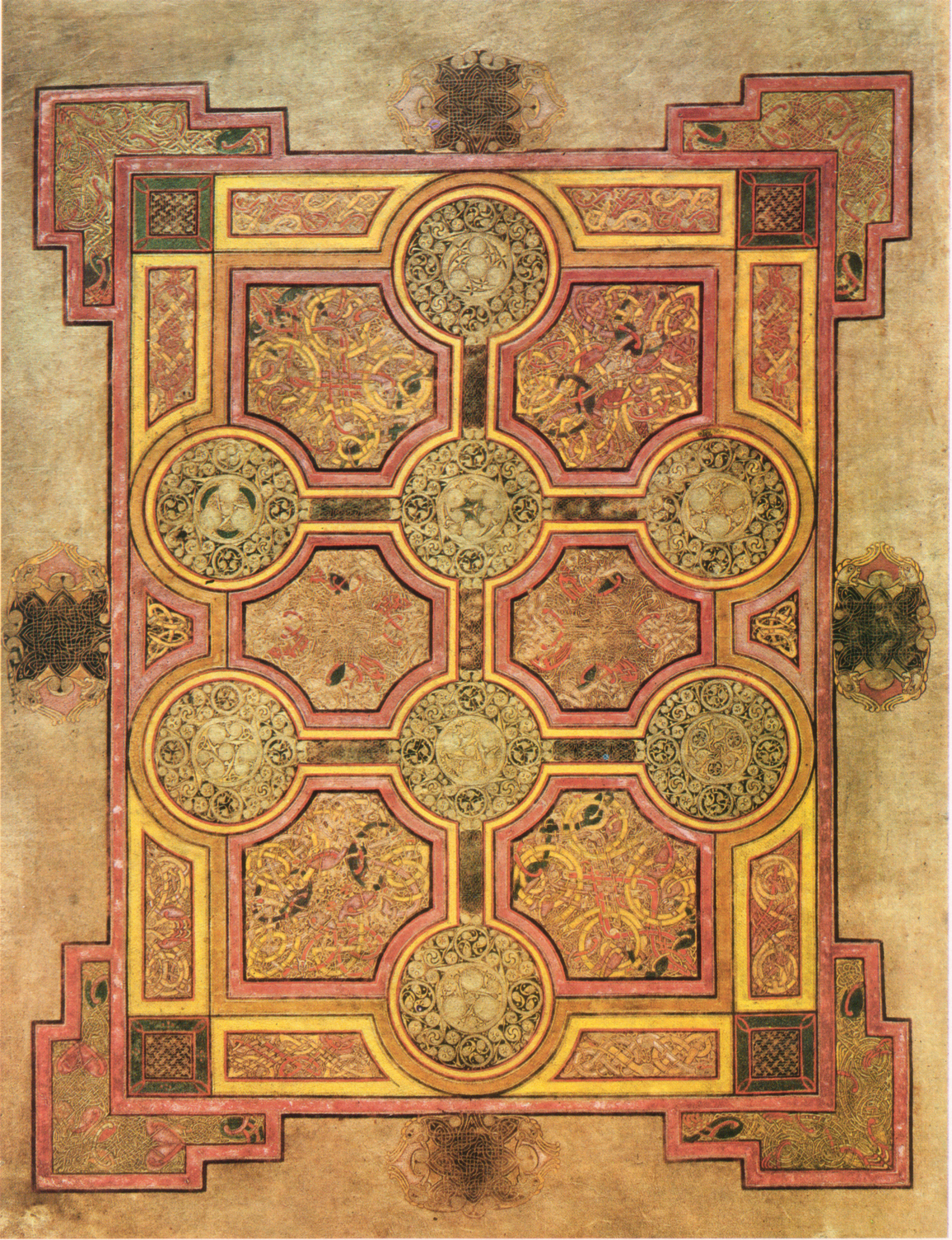
صفحة 33 من كتاب كيلز (صفحة سجادة)
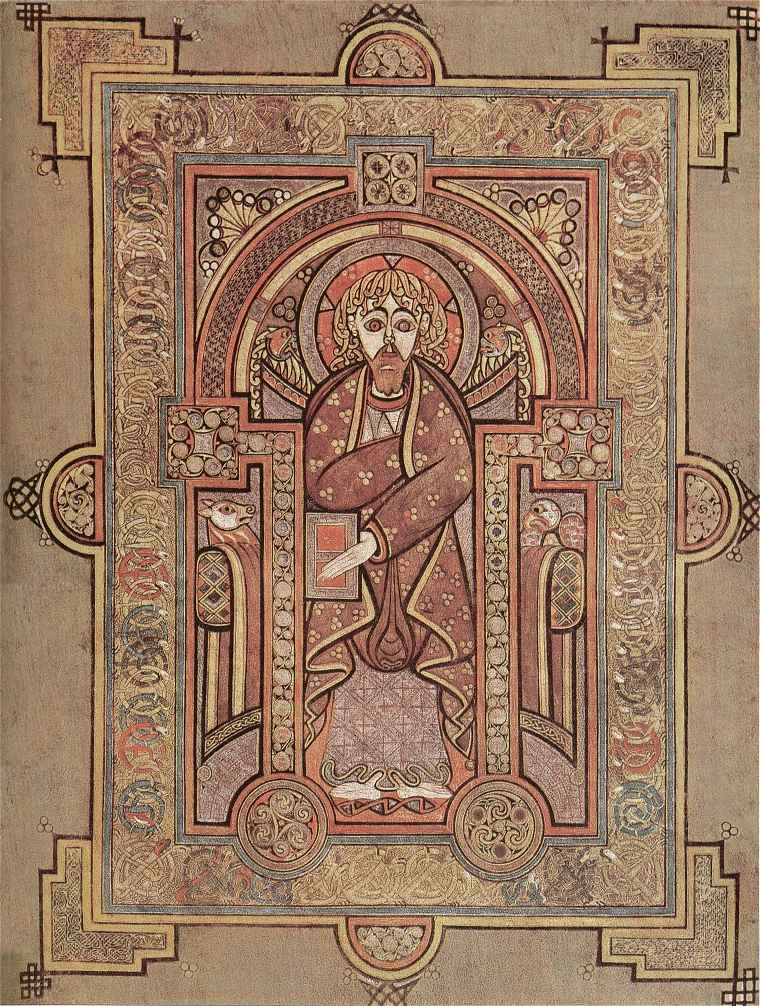
المطوية رقم 28 من كتاب كيلز
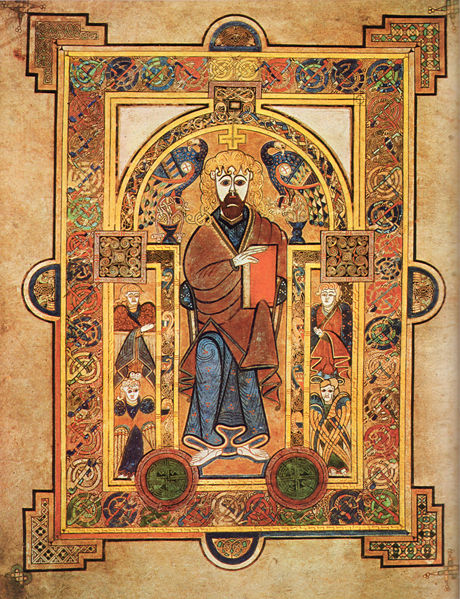
إحدى افتتاحيات كتاب كيلز
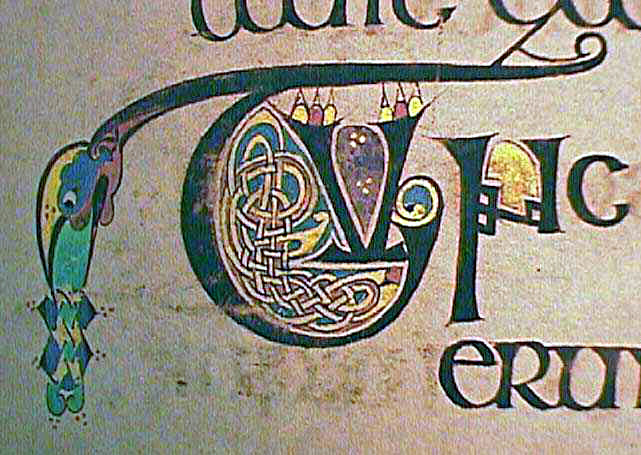
تزيين الحروف البادئة في كتاب كيلز
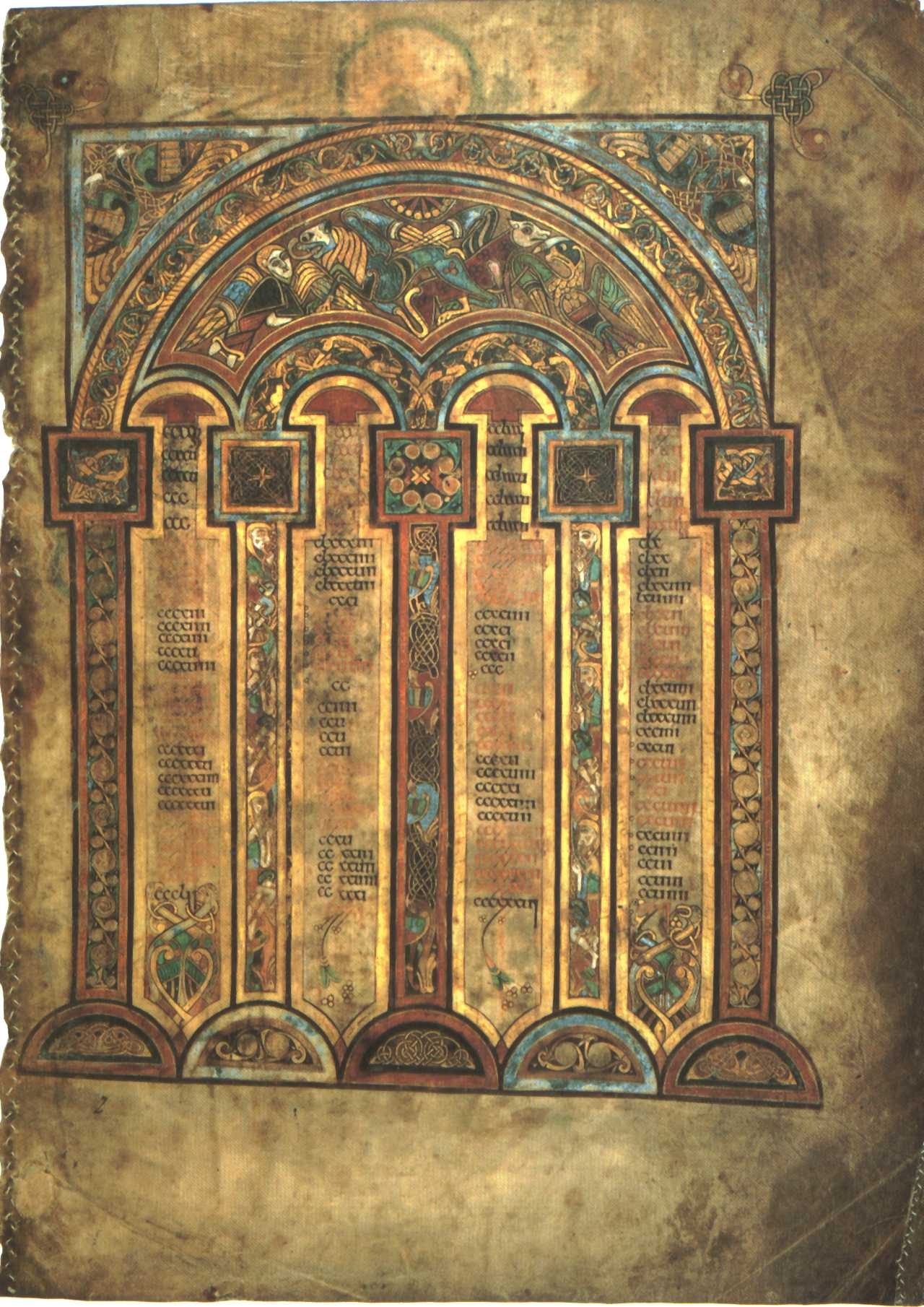
الصفحة الثانية من الجداول الكنسية
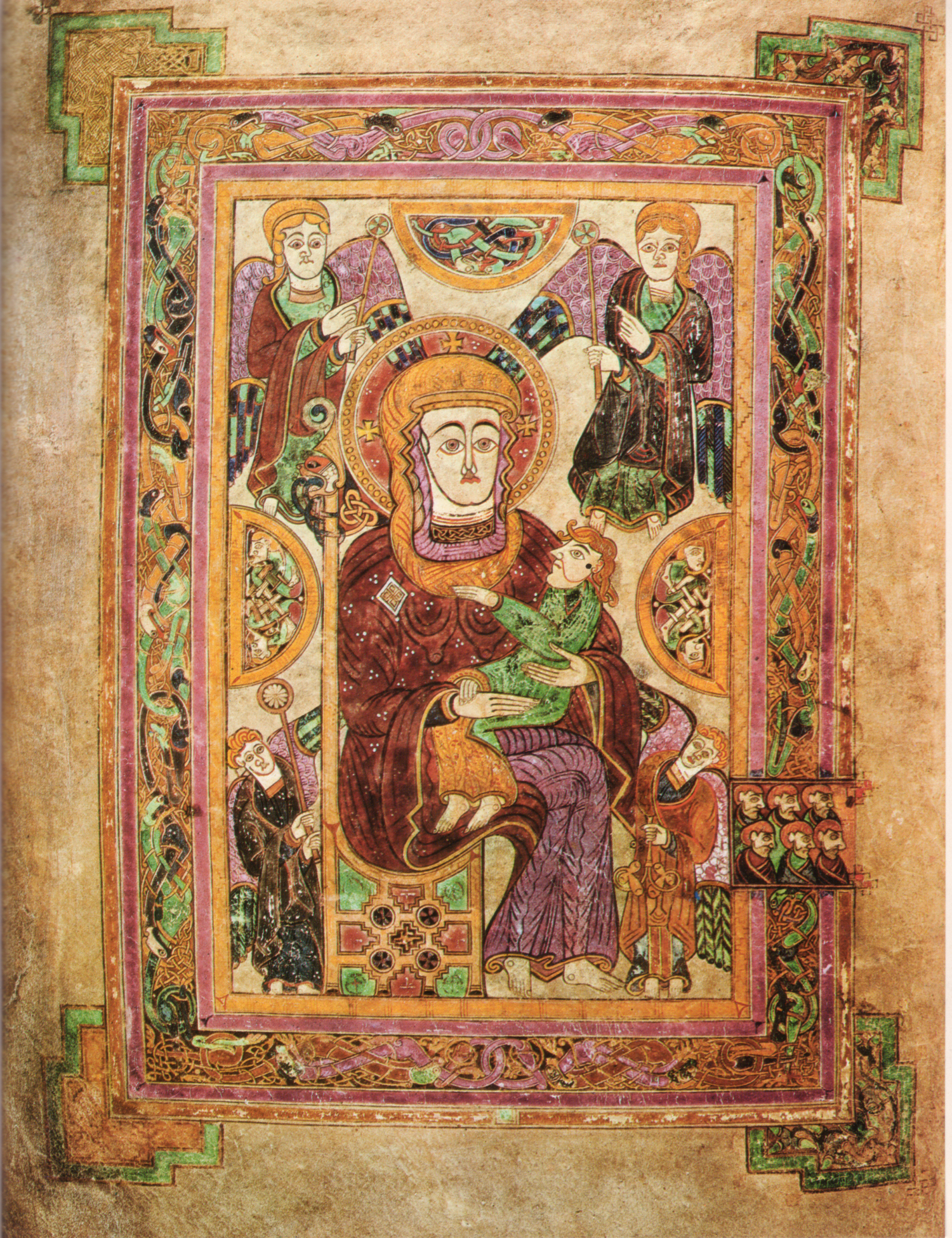
العذراء في كتاب كيلز
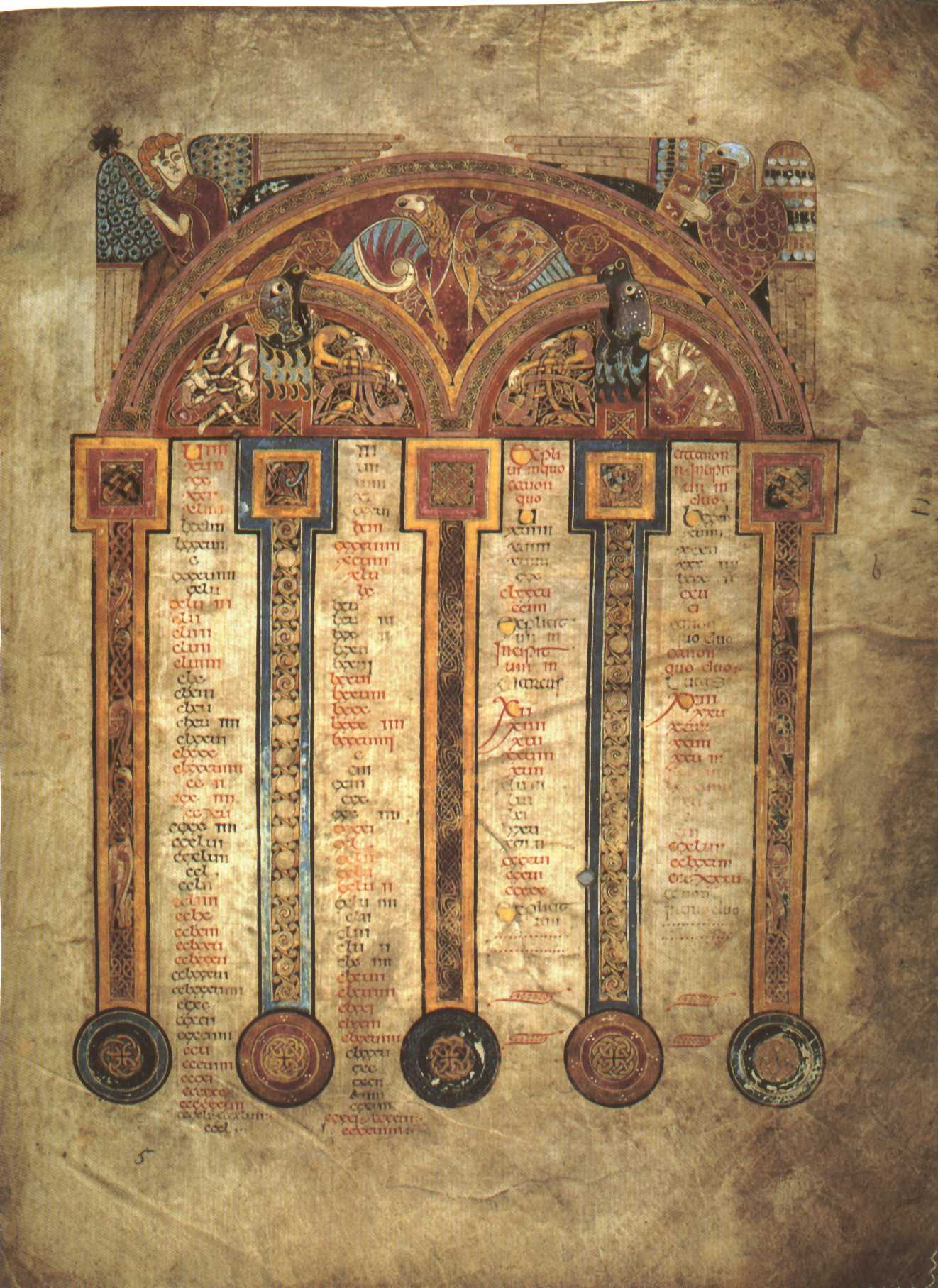
جداول كانون

### قراءة موسعة
- Alton, E. H. and P. Meyer. Evangeliorum quattuor Codex Cenannensi. 3 vols. Bern: Urs Graf Verlag, 1950-1951.
- Brown, T. J. "Northumbria and the Book of Kells". Anglo-Saxon England I (1972): 219–246.
- De Paor, Liam. "The world of the Book of Kells," in Ireland and early Europe: essays and occasional writings on art and culture. Dublin: Four Courts Press, 1997. (ردمك 1-85182-298-4)
- Farr, Carol Ann. The Book of Kells: Its Function and Audience (British Library Studies in Mediaeval Culture, 4). London: British Library & Toronto: University of Toronto Press, 1997. (ردمك 0-7123-0499-1).
- Farr, Carol, "Cosmological and Eschatological Images in the Book of Kells: Folios 32v and 114r.," in Elizabeth Mullins and Diarmuid Scully (eds), Listen, O Isles, unto me: Studies in Medieval Word and Image in honour of Jennifer O'Reilly (Cork, 2011), 291–301.
- Forbes, Andrew ; Henley, David (2012). Pages from the Book of Kells. Chiang Mai: Cognoscenti Books. ASIN: B00AN4JVI0
- Friend, A. M., Jr. "The Canon Tables of the Book of Kells". In Mediæval Studies in Memory of A. Kingsley Porter, ed. W. R. K. Koehler. Vol. 2, pp. 611–641. Cambridge, Mass.: Harvard University Press, 1939.
- Henderson, Isabel, "Pictish art and the Book of Kells", in: Whitelock, Dorothy, Rosamund McKitterick, and David N. Dumville (eds.), Ireland in early medieval Europe: studies in memory of Kathleen Hughes, 1982, Cambridge University Press, 79–105.
- Lewis, Susanne. "Sacred Calligraphy: The Chi Rho Page in the Book of Kells". Traditio 36 (1980): 139–159.
- Lyons, Martyn. Books: A Living History. Los Angeles: J. Paul Getty Museum. (2011). 43-44.
- McGurk, P. "Two Notes on the Book of Kells and Its Relation to Other Insular Gospel Books". Scriptorium 9 (1955): 105–107.
- Meehan, Bernard. The Book of Kells: An Illustrated Introduction to the Manuscript in Trinity College Dublin. London: Thames and Hudson, 1994
- Mussetter, Sally. "An Animal Miniature on the Monogram Page of the Book of Kells". Mediaevalia 3 (1977): 119–120.
- Nordenfalk, Carl. "Another Look at the Book of Kells". In Festschrift Wolfgang Braunfels, pp. 275–279. Tübingen: Wasmuth, 1977.
- O'Mahony, Felicity, ed. The Book of Kells: Proceedings of a conference at Trinity College Dublin, 6–9 September 1992. Dublin: Trinity College Library and Scolar Press, 1994.
- O’Reilly, Jennifer. "The Book of Kells, Folio 114r: A Mystery Revealed yet Concealed." In The Age of Migrating Ideas: Early Medieval Art in Northern Britain and Ireland. Proceedings of the Second International Conference on Insular Art held in the National Museum of Scotland in Edinburgh, 3–6 January 1991, eds. R. Michael Spearman and John Higgit, 106-114. Edinburgh: National Museum of Scotland, 1993.
- Powell, Roger. "The Book of Kells, the Book of Durrow, Comments on the Vellum and the Make-up and Other Aspects". Scriptorum 10 (1956), 12–21.
- Pulliam, Heather. Word and Image in the Book of Kells. Dublin: Four Courts Press, 2006. (ردمك 1-85182-925-3).
- Sullivan, Sir Edward (1920). The Book of Kells. "The Studio" Limited.

## وصلات خارجية
- مجموعة كلية الثالوث صور للمخطوطة كاملة
- معلومات عن معرض كتاب كيلز في جامعة وكلية الثالوث
- Treasures of early Irish art, 1500 B.C. to 1500 A.D., فهرس مفصل عن كتاب كيلز في متحف ميتروبوليتان للفتون (متوفر كاملاً بصيغة PDF على شبكة الإنترنت) (cat. no. 37-38)
- معلومات أكثر عن مخطوطات لاتينية سابقة